# Terni
Terni (lateinisch Interamna Nahars) ist eine italienische Gemeinde im Süden der mittelitalienischen Region Umbrien. Terni ist Hauptstadt der Provinz Terni, Bischofssitz und die zweitgrößte Stadt Umbriens.
Die Fraktion Piediluco ist Mitglied der Vereinigung I borghi più belli d’Italia (Die schönsten Orte Italiens).

## Geographie

Lage von Terni in der Provinz Terni

Terni liegt 130 m s.l.m. in einer Ebene am Fluss Nera, 100 km nordöstlich von Rom, 40 km nordwestlich von Rieti und 30 km südlich von Spoleto. Die Stadt hat 106.411 Einwohner (Stand 31. Dezember 2024) und eine Fläche von 211 km², was eine Bevölkerungsdichte von 528 Einwohnern pro km² ergibt. Terni liegt in der klimatischen Einordnung italienischer Gemeinden in der Zone D, 1 650 GG.
Zu den Ortsteilen gehören unter anderen Acquapalombo (517 m, ca. 30 Einwohner), Appecano (532 m, ca. 30 Einwohner), Battiferro (649 m, ca. 20 Einwohner), Campomaggiore (I. u. II., ca. 150 Einwohner), Castagna (258 m, ca. 30 Einwohner), Cecalocco (608 m, ca. 40 Einwohner), Cesi (437 m, ca. 650 Einwohner), Colle Giacone (350 m, ca. 30 Einwohner), Colle Sant’Angelo (280 m, ca. 30 Einwohner), Collestatte (mit Collestatte Piano, ca. 900 Einwohner), Giuncano Scalo (350 m, ca. 50 Einwohner), Larviano (386 m, ca. 100 Einwohner), Marmore (376 m, ca. 800 Einwohner), Miranda (597 m, ca. 80 Einwohner), Papigno (222 m, ca. 450 Einwohner), Perticara (337 m, ca. 100 Einwohner), Piediluco (375 m, ca. 520 Einwohner), Poggio Lavarino (362 m, ca. 70 Einwohner), Polenaco (468 m, ca. 50 Einwohner), Porcivalle-San Giacomo (164 m, ca. 100 Einwohner), Porzano (443 m, ca. 10 Einwohner), Pozzo Saraceno (195 m, ca. 80 Einwohner), Pracchia (534 m, ca. 50 Einwohner), Rocca San Zenone (189 m, ca. 50 Einwohner), San Carlo (208 m, ca. 260 Einwohner), San Liberatore (420 m, ca. 40 Einwohner), Torreorsina (326 m, ca. 280 Einwohner) und Vallemicero (124 m, ca. 50 Einwohner).

### Klima
|                       | Jan  | Feb  | Mär  | Apr  | Mai  | Jun  | Jul  | Aug  | Sep  | Okt  | Nov  | Dez  |   |      |
| Mittl. Tagesmax. (°C) | 11,4 | 13,1 | 16,7 | 19,9 | 25,3 | 29,7 | 33,4 | 33,2 | 28,1 | 22,8 | 16,0 | 12,0 | ⌀ | 21,8 |
| Mittl. Tagesmin. (°C) | 2,5  | 3,1  | 5,8  | 8,8  | 13,1 | 16,8 | 19,5 | 19,5 | 16,1 | 12,3 | 7,2  | 4,0  | ⌀ | 10,8 |
|                       |      |      |      |      |      |      |      |      |      |      |      |      |   |      |
| Niederschlag (mm)     | 66   | 68   | 63   | 65   | 69   | 60   | 26   | 57   | 83   | 102  | 110  | 83   | Σ | 852  |
|                       |      |      |      |      |      |      |      |      |      |      |      |      |   |      |
| Sonnenstunden (h/d)   | 3,3  | 4,2  | 4,8  | 5,5  | 6,9  | 7,9  | 9,4  | 8,8  | 7,1  | 5,6  | 3,8  | 3,0  | ⌀ | 5,9  |
|                       |      |      |      |      |      |      |      |      |      |      |      |      |   |      |
| Regentage (d)         | 8    | 8    | 8    | 8    | 8    | 7    | 4    | 5    | 6    | 7    | 9    | 8    | Σ | 86   |

| 2,5 |

| 3,1 |

| 5,8 |

| 8,8 |

| 13,1 |

| 16,8 |

| 19,5 |

| 19,5 |

| 16,1 |

| 12,3 |

| 7,2 |

| 4,0 |

| 2,5 |

| 3,1 |

| 5,8 |

| 8,8 |

| 13,1 |

| 16,8 |

| 19,5 |

| 19,5 |

| 16,1 |

| 12,3 |

| 7,2 |

| 4,0 |

| N i e d e r s c h l a g | 66  | 68  | 63  | 65  | 69  | 60  | 26  | 57  | 83  | 102 | 110 | 83  |
|                         | Jan | Feb | Mär | Apr | Mai | Jun | Jul | Aug | Sep | Okt | Nov | Dez |

## Geschichte

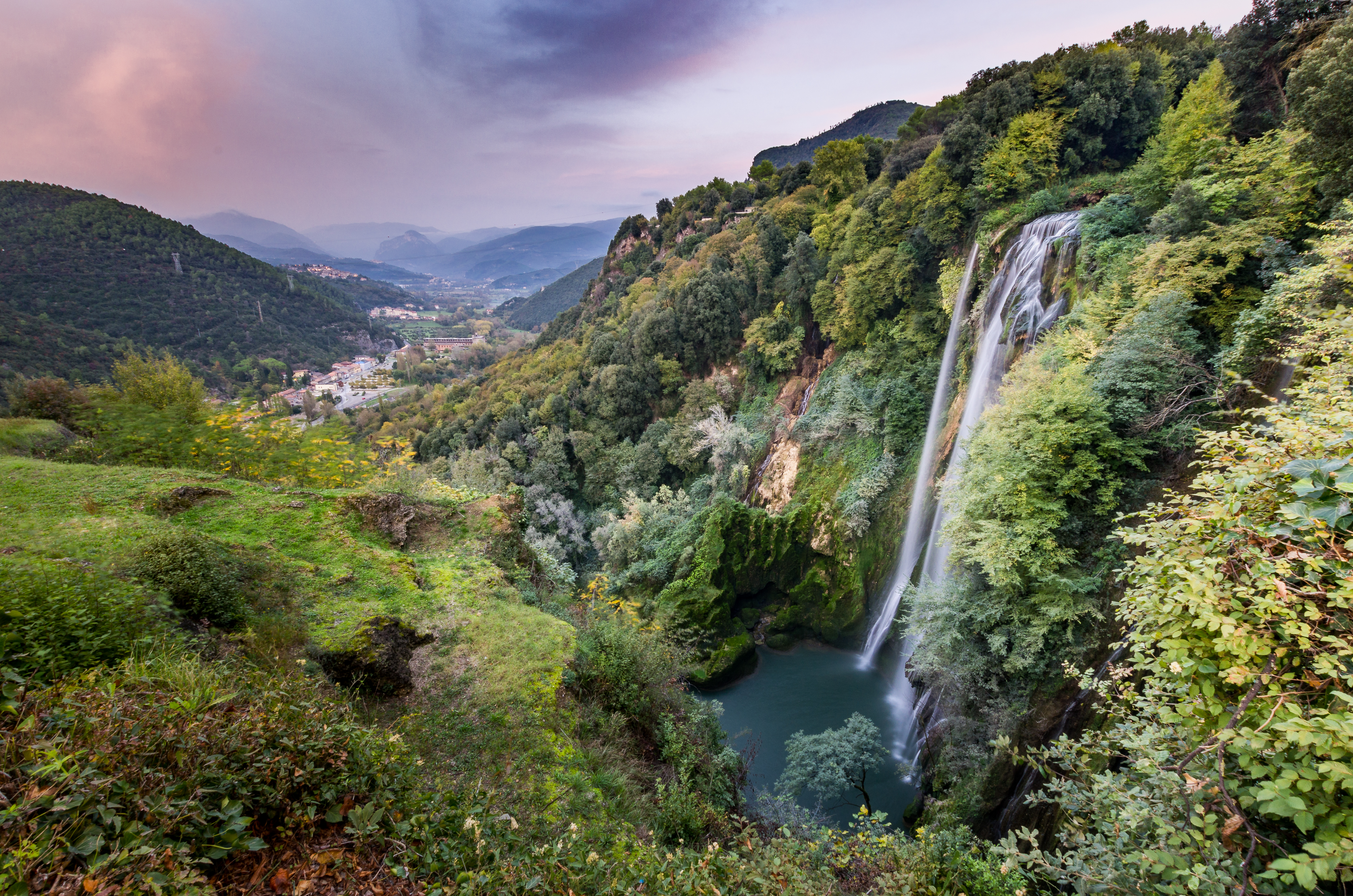
Cascata di Terni

Die Stadt wurde vermutlich im 7. Jahrhundert v. Chr. von den Umbrern gegründet. Zur Römerzeit war Interamna als wichtige Station an der Via Flaminia bedeutsam, das nahegelegene Carsulae (heutiges Gemeindegebiet von San Gemini) war für seine Mineralquellen bekannt.
Auch die nahegelegene Cascata delle Marmore, mit 165 m Fallhöhe einer der höchsten Wasserfälle Europas, stammt aus der Römerzeit: Sie entstand im Jahr 271 v. Chr. unter dem römischen Konsul Manius Curius Dentatus, der den Fluss Velino durch einen Kanal umleiten ließ, um ein Sumpfgebiet trockenzulegen. Der Kanal wurde insbesondere im Spätmittelalter mehrfach modifiziert und wird seit den 1950er-Jahren zur Stromgewinnung im Wasserkraftwerk Galleto verwendet.
Im 19. Jahrhundert entwickelte sich Terni zum zentralen Industriestandort Umbriens und erlebte besonders durch seine Stahlwerke einen bedeutenden Wirtschaftsaufschwung. Dadurch bekam die Stadt den Beinamen Manchester italiana (Das italienische Manchester). Wegen der zahlreichen Stahlwerke und der damit verbundenen strategischen Bedeutung für die Rüstungsindustrie wurde die Stadt im Zweiten Weltkrieg durch Bombenangriffe stark zerstört.
Nach dem Krieg erlebte die örtliche Schwerindustrie einen massiven Niedergang, und zahlreiche Fabriken wurden geschlossen. Terni ist zwar weiterhin traditionell die wichtigste Industriestadt Umbriens, hat aber besonders in den letzten zwei Jahrzehnten eine erhebliche wirtschaftliche und städtebauliche Transformation erlebt. So wurden etwa auf dem ehemaligen Areal der SIRI (Società Italiana Ricerche Industriali) ein neues Wohngebiet und ein archäologisches Museum errichtet.

## Sehenswürdigkeiten

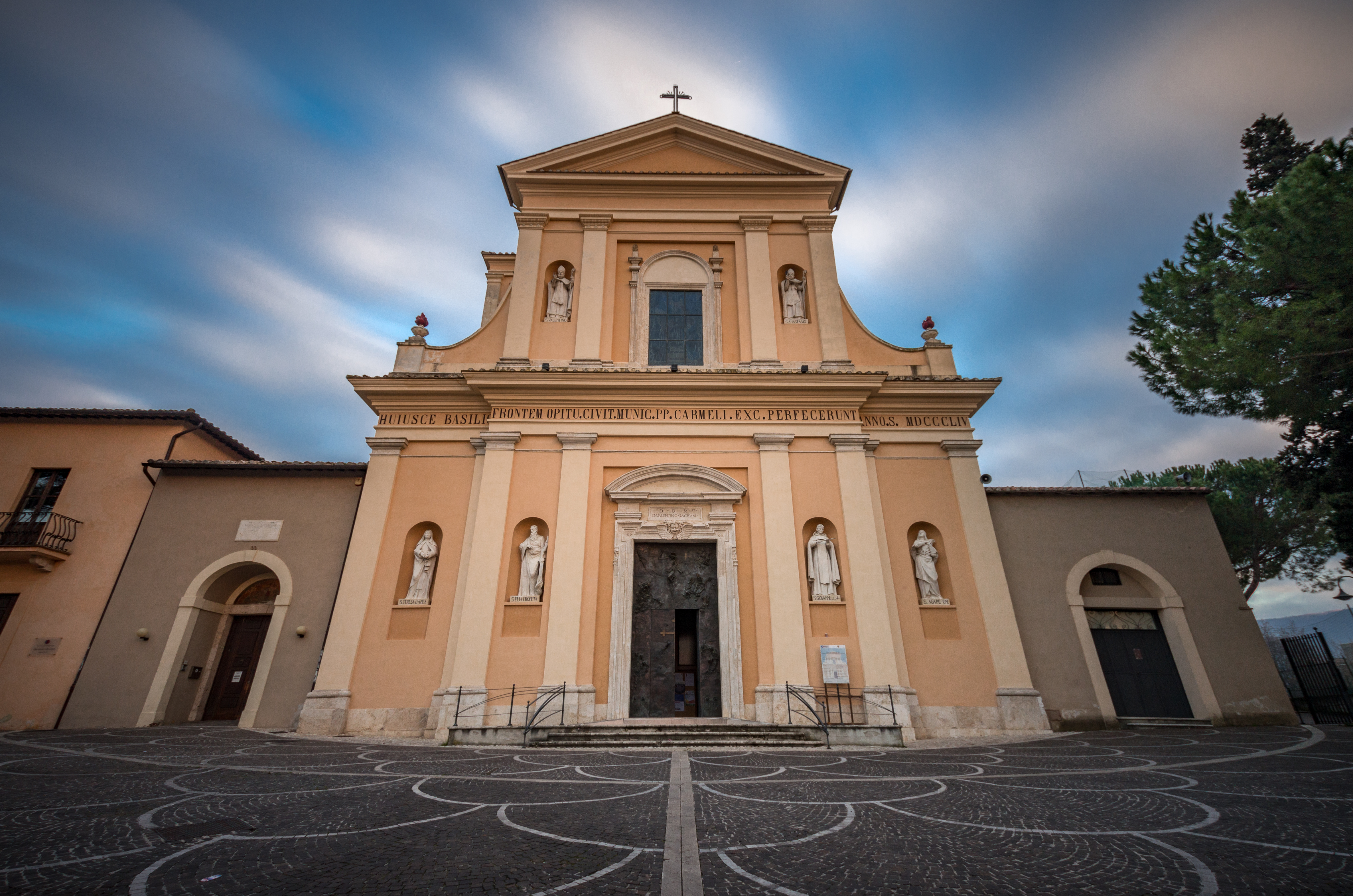
Basilica di San Valentino

An Sehenswürdigkeiten zu nennen sind ein römisches Amphitheater, das auch heute noch für Konzerte und Theateraufführungen verwendet wird, ein restauriertes Stadttor aus römischer Zeit, der barocke Dom Santa Maria Assunta aus dem 17. Jahrhundert (entstand über einer Struktur aus dem 6. Jahrhundert, die im 11. Jahrhundert erweitert wurde), die Kirche San Francesco (1265 entstanden und 1437 erweitert), die romanische Kirche San Salvatore aus dem 11. Jahrhundert (enthält Fresken von Andrea Polinori und Ludovico Carosi) und die Basilika San Valentino im Süden der Stadt, die den Sarg des heiligen Valentin beherbergt. Die städtische Pinakothek (Pinacoteca Comunale Orneore Metelli) enthält einige bedeutende Werke Alter Meister und moderner Künstler.
In der Umgebung sehenswert sind insbesondere die bereits erwähnte Cascata delle Marmore und die Ausgrabungen von Carsulae, aber auch der Lago di Piediluco, ein malerischer, in die Gebirgslandschaft eingebetteter See. Der Ort Piediluco liegt unterhalb am Fuße (Piedi) des Berges Monte Luco. Auf ihm befindet sich die Burg Rocca Albornoz (auch Rocca di Piediluco, Castello oder Rocca de Luco genannt), die um das Jahr 1000 entstand und im 18. Jahrhundert zur Ruine wurde.

### Weitere Kirchen
- San Marco, Kirche im Ortskern mit Fresken aus den 1460er Jahren[5]
- Santa Maria del Monumento, Kirche aus dem 15. Jahrhundert nahe dem Friedhof[5]

## Bildung
Terni verfügt über eine Niederlassung der Universität Perugia mit sechs Fakultäten (Wirtschaftswissenschaften, Ingenieurwissenschaften, Literatur und Philosophie, Medizin, Pädagogik und Politikwissenschaft).
Die Università delle tre età e della formazione continua ist spezialisiert auf berufsbegleitende Weiterbildung.

## Sport
- Die lokale Fußballmannschaft, Ternana Calcio, gegründet 1925, spielte einst in der ersten Liga Serie A und lange Jahre in der Serie B, der italienischen zweiten Liga.
- Die erste Etappe des Giro d’Italia 1995 endete am 13. Mai in Terni mit einem Tagessieg von Mario Cipollini.
- 2004 wurde die Radrennbahn Ciclodromo Comunale „Renato Perona“ eingeweiht, benannt nach dem Bahnradsportler und Olympiasieger im Tandemrennen, Renato Perona, der in Terni geboren wurde und auch hier starb.[7]

## Verkehr
- Die Stadt liegt an der Bahnstrecke von Rom nach Ancona, mit Abzweigungen Richtung L’Aquila und Rieti.
- Die Strada Statale 3 Via Flaminia (Via Flaminia) führt durch die Stadt. An die Autobahn A1 (Mailand-Neapel) ist Terni über die Schnellstraße SS 675 (Umbro-Laziale) angebunden.
- Bei Terni gibt es den Flugplatz Alvaro Leonardi für die Allgemeine Luftfahrt.

## Persönlichkeiten
Als berühmteste Ternaner (italienisch ternani) werden immer wieder der römische Kaiser Tacitus und der heilige Valentin genannt, wobei es sich aber in beiden Fällen nicht um historisch gesicherte Fakten handelt. Der heilige Valentin, dessen Fest am 14. Februar begangen wird, ist zugleich der Schutzpatron der Stadt.

### Söhne und Töchter der Stadt
Berühmte Söhne und Töchter der Stadt sind:

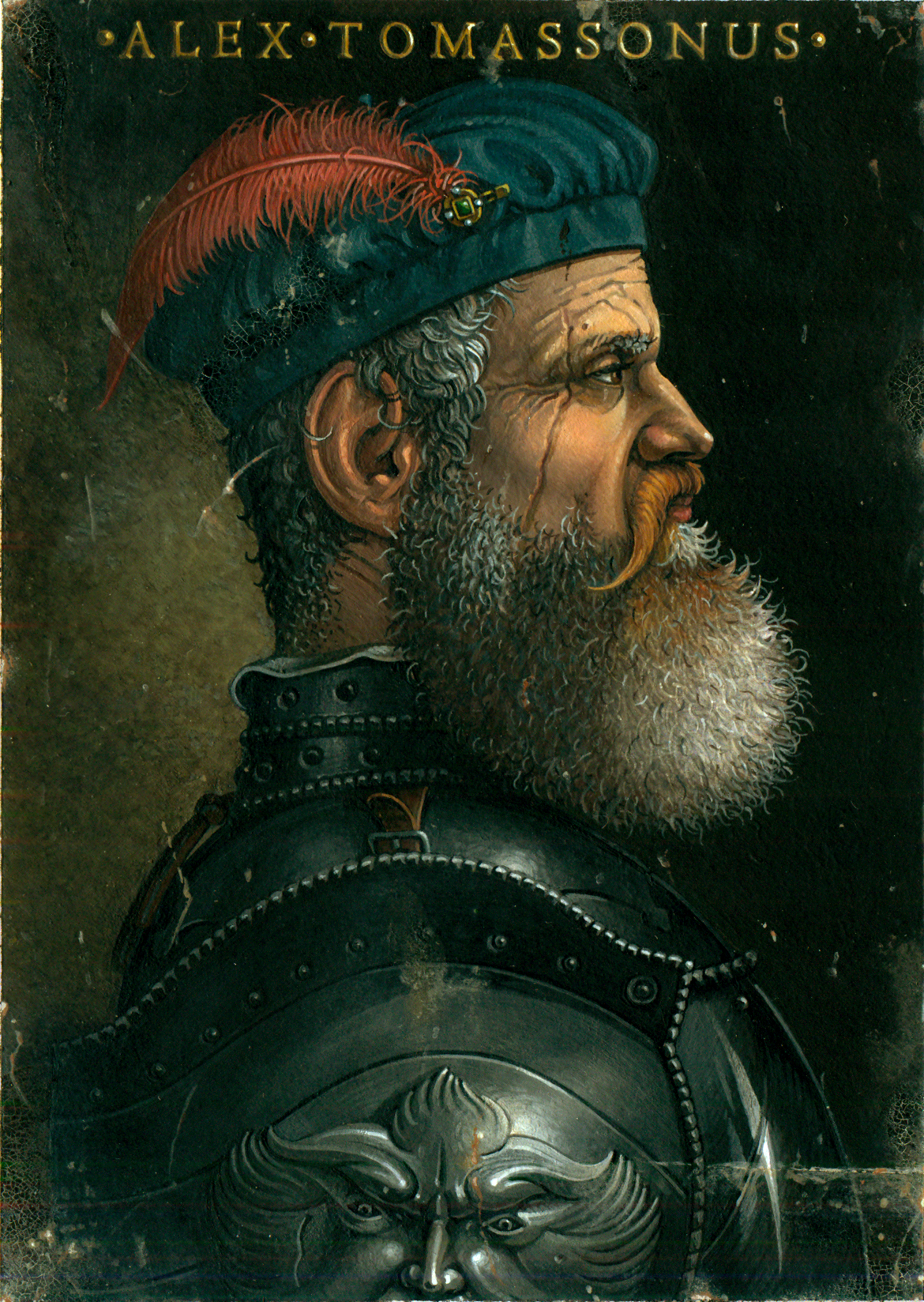
Alessandro da Terni

- Alessandro da Terni (Alessandro Tomassoni) (1508–1555), Condottiere
- Anastasio de Fillis (1577–1608), Astronom
- Francesco Angeloni (1587–1652), Literat und Altertumsforscher
- Giuseppe Maria Manassei (1685–1762), 40. Generalminister des Kapuzinerordens
- Saverio Canale (1695–1773), Kurienkardinal
- Luigi Gazzoli (1735–1809), Kardinal
- Francesco Maria Gazzoli (1763–1848), Bischof von Todi
- Ludovico Gazzoli (1774–1858), Kurienkardinal
- Giulio Briccialdi (1818–1881), Komponist
- Stanislao Falchi (1851–1922), Komponist
- Virgilio Alterocca (1853–1910), Unternehmer
- Orneore Metelli (1872–1938), Maler
- Amerigo Bartoli (1890–1971), Maler und Karikaturist
- Alvaro Leonardi (1895–1955), Militär und Flieger
- Elia Rossi Passavanti (1896–1985), Militär und Politiker
- Baconin Borzacchini (1898–1933), Autorennfahrer
- Dante Bartolini (1909–1979), politischer Aktivist und Liedermacher
- Otello Fabri (1919–2001), Maler
- Alessandro Casagrande (1922–1964), Komponist
- Libero Liberati (1926–1962), Motorradrennfahrer
- Renato Perona (1927–1984), Bahnradsportler und Olympiasieger
- Wolfango Montanari (1931–2021), Leichtathlet
- Umberto Trippa (1931–2015), Ringer
- Rolando Mosca Moschini (* 1939), General
- Paolo Pileri (1944–2007), Motorradrennfahrer
- Lucilla Galeazzi (* 1950), Sängerin
- Paolo Olmi (* 1954), Dirigent
- Fabio Maestri (* 1956), Pianist, Cembalist, Dirigent, Komponist und Musikpädagoge
- Tonino Viali (* 1960), Mittelstreckenläufer
- Paolo Tagliavento (* 1972), Fußballschiedsrichter
- Roberto Chiappa (* 1973), Bahnradsportler
- Danilo Petrucci (* 1990), Motorradrennfahrer
- Angelica Raggi (* 1998), Tennisspielerin

## Partnerstädte
Terni unterhält Gemeindepartnerschaften mit:
- Cartagena, Spanien
- Dunaújváros, Ungarn
- Prag, Stadtbezirk Prag 8, Tschechien
- Saint-Ouen-sur-Seine, Frankreich, seit 1961.